# Mainland (Shetland-szigetek)
A Mainland a skóciai Shetland-szigetek fő szigete. Ezen fekszik Shetland egyetlen burgh státuszú települése, Lerwick, és itt van Shetland komp- és légiközlekedésének csomópontja.
A sziget négy részre osztható. A Lerwicktől délre húzódó hosszú déli félsziget puszták és szántók vegyes tája és számos fontos régészeti feltárási hely található itt. A sziget közepe főleg szántókból áll, illetve faültetvényekből. A nyugati és az északi rész – különösen a szigettel egy keskeny földnyelvvel, a Mavis Grind-dal összekötött nagy Northmavine félsziget – vad, pusztákból és parti sziklákból áll. A sziget északi részén van a Sullom Voe nevű olajterminál is, amely a szigetlakók egyik legfontosabb munkahelye.

## Települések
- Aith
- Bigton
- Brae
- Bridge of Walls
- Lerwick
- Levenwick
- Sandwick
- Scalloway
- Scousborough
- Vidlin
- Walls
- Sumburgh